# Myrtle Grove, Florida
Myrtle Grove är en ort (CDP) i Escambia County, i delstaten Florida, USA. Enligt United States Census Bureau har orten en folkmängd på 15 870 invånare (2010) och en landarea på 17,2 km².